# Františkov nad Ploučnicí
Františkov nad Ploučnicí é uma comuna checa localizada na região de Ústí nad Labem, distrito de Děčín.